# Rezerwat przyrody Mesze
Mesze – wodny rezerwat przyrody w województwie lubuskim, w powiecie nowosolskim, w gminie Kolsko.
Obszar rezerwatu objęty jest ochroną ścisłą.

## Podstawa prawna
Nr rej. woj. – 28

### Akt prawny obejmujący rezerwat ochroną
- Zarządzenie Ministra Leśnictwa i Przemysłu Drzewnego z dnia 22 kwietnia 1983 r. w sprawie uznania za rezerwaty przyrody (M.P. z 1983 r. nr 16, poz. 91)

### Inne akty prawne
- Obwieszczenie Wojewody Lubuskiego z dnia 16 stycznia 2002 r. w sprawie ustalenia wykazu rezerwatów przyrody utworzonych do dnia 31 grudnia 1998 r. (Dz. Urz. Województwa Lubuskiego Nr 12, poz. 144)
- Zarządzenie Nr 16/2010 Regionalnego Dyrektora Ochrony Środowiska w Gorzowie Wielkopolskim z dnia 23 lipca 2010 r. w sprawie rezerwatu przyrody „Mesze” (Dz. Urz. Województwa Lubuskiego Nr 84, poz. 1134)

## Położenie
- Województwo 		– lubuskie
- Powiat			– nowosolski
- Gmina				– Kolsko
- Obr. ewidencyjny		– Mesze[2]

## Właściciel, zarządzający
Skarb Państwa, Nadleśnictwo Sława Śląska

## Powierzchnia pod ochroną
- 19,88 ha[1][2]
- Dz. nr: 85 – 12,72 ha, 90 – 6,45 ha, 91 – 0,71 ha[2]

## Opis przedmiotu poddanego ochronie
Jezioro Mesze jest położone w mezoregionie Pojezierza Sławskiego, jest ono pochodzenia polodowcowego z okresu zlodowacenia bałtyckiego. Teren rezerwatu stanowi prawie zamknięta dolina ze spadzistymi brzegami, jeziorem i bagnami. Tereny otaczające rezerwat to gliny zwałowe dennomorenowe, na terenie tym występują również kemy i płaty piasków wodno-lądowych. W lasach na tym terenie przeważają równiny. W jeziorze Mesze proces lądowienia zbiornika odbywa się wskutek zarastania lustra wody, czyli tworzenia się pła. Część zach. i wsch. zbiornika to bagna – mszary położone na przedłużeniu jeziora. Zbocza doliny pokryte są zbiorowiskami leśnymi. Bagna należy zaliczyć do typu torfowisk przejściowych, jednak wykazujących cechy torfowisk niskich. Występują tu zbiorowiska darniowe złożone głównie z turzyc i dużego udziału mszaków oraz zbiorowiska turzyc kępkowych z dużym udziałem szuwarów. W prawie całym rezerwacie wyraźny wpływ na kształtowanie poszczególnych biocenoz mają czynniki antropogenne.

## Cel ochrony
Zachowanie zarastającego jeziora z charakterystycznymi zespołami oraz rzadkimi gatunkami roślin wodno-błotnych.
Rezerwat położony jest w granicach obszaru specjalnej ochrony ptaków  „Pojezierze Sławskie” PLB300011 sieci Natura 2000.
Nie podlega ochronie w zakresie prawa międzynarodowego.